# USS Samuel Chase (1942)
De USS Samuel Chase (APA-26) was een Amerikaans transport en aanvalsschip uit de Arthur Middleton-klasse. Het schip werd tijdens de Tweede Wereldoorlog gebruikt door de United States Coast Guard. Het schip was vernoemd naar Samuel Chase.
De Samuel Chase werd gebouwd in opdracht van de United States Maritime Commission. De tewaterlating vond plaats op 23 augustus 1941, en op 13 juni 1942 werd het schip officieel in de vaart genomen. De Samuel Chase werd voor het eerst ingezet voor Operatie Torch, waarbij het schip troepen afzette voor de kust van Algiers. Verder was het schip betrokken bij de Landing op Sicilië op 10 juli 1943 en Operatie Neptune.
Op 15 januari 1945 werd de Samuel Chase naar de Grote Oceaan gestuurd, maar nam niet deel aan gevechten aldaar. Na de oorlog werd het schip uit de vaart genomen.

## Prijzen en erkenning
De Samuel Chase kreeg 5 gevechtssterren voor haar diensten in de Tweede Wereldoorlog: Noord-Afrika, Sicilië, Anzio, Normandië en Pampelonne.
- Combat Action Ribbons
- American Campaign Medal
- Europe, Africa, Middle East Campaign Medal (4)
- Asiatic-Pacific Campaign Medal (1)
- World War II Victory Medal
- Navy Occupation Service Medal
- Philippines Liberation Medal